# Sarhang Kotī
Sarhang Kotī (persiska: سرهنگ كتی) är en ort i Iran.   Den ligger i provinsen Mazandaran, i den norra delen av landet, 120 km nordost om huvudstaden Teheran. Sarhang Kotī ligger 38 meter över havet och antalet invånare är 216.
Terrängen runt Sarhang Kotī är platt.Runt Sarhang Kotī är det ganska tätbefolkat, med 149 invånare per kvadratkilometer. Närmaste större samhälle är Āmol, 5,9 km sydost om Sarhang Kotī. Trakten runt Sarhang Kotī består till största delen av jordbruksmark.